# 新津章夫
新津 章夫（にいつ あきお、1952年8月19日 - 2002年1月）は、日本のギタリスト・音楽家。東京都台東区出身。

## 略歴
兄の影響で14歳でギターを始め、ジミ・ヘンドリックス、ジェフ・ベック、マイケル・ブルームフィールド、ジョー・パスなどに影響を受け、独学でロックからジャズまであらゆるスタイルのギターテクニックを習得。大学3年の時に友人と軽自動車ごと40メートル崖下に転落したものの九死に一生を得る。そして「せっかく生かされた命、好きなことをやろう」。自分の音楽を突き詰めるため作曲、編曲、演奏、エンジニアを一人で行うことを決意。当時ブームだった4チャンネルのオープンリールデッキを使って半年がかりでデモテープを制作。これがレコード会社のスタッフの目に留まり、1978年、アルバム「I・O」を発表。同作は自宅にプロ用スタジオ機材を搬入、全てを一人で約2年をかけて制作した。1985年、音楽の道から退きコンピュータ・プログラマーに転身。
2002年1月、呼吸不全のため死亡。享年49歳。
実弟である文筆家・新津隆夫がアメーバブログとTwitterを運営している（外部リンク参照）。